# Gesing (Semanding)
Gesing is een bestuurslaag in het regentschap Tuban van de provincie Oost-Java, Indonesië. Gesing telt 2769 inwoners (volkstelling 2010).